# Charles-Théodore Sauvageot
Pour les articles homonymes, voir Sauvageot.
Charles-Théodore Sauvageot (1826-1883) est un peintre, illustrateur et lithographe français.

## Biographie
Issu d'un milieu artistique, Charles-Théodore Sauvageot est né le 22 février 1826 à Paris, fils d'un père peintre en vitraux à la cristallerie de Choisy-le-Roi, et de Désirée-Charlotte Sauvageot-Galliot, peintre de genre et portraitiste, élève d'Antoine-Jean Gros, et qui tenait un atelier ouvert aux femmes désireuses de peindre. 
Charles-Théodore Sauvageot devient l'élève d'Eugène Isabey et son goût le porte vers la peinture de paysage, genre qu'il affectionnera toute sa vie durant. Il devient dans un premier temps dessinateur pour le compte de périodiques illustrés comme Le Musée des familles, L'Illustration et Le Monde illustré, où il est un collaborateur régulier, aux côtés de son complice, Edmond Morin. Sauvageot produit des lithographies à partir de ses dessins. 
En août 1853, il effectue un voyage en Italie du Nord, d'où il ramène des croquis.
Il expose pour la première fois au Salon en 1863, une toile, Un vieux moulin sur la Marne, Champigny ; son adresse parisienne est au 3, cour de Rohan, l'ancien atelier de sa mère, qui devient son propre atelier où il reçoit des élèves. Présentant des paysages régulièrement au Salon, sur toile ou au fusain, il y remporte une médaille en 1879. Il expose de même au Salon des artistes français en 1881 et 1882. Ses paysages furent reproduits par la Maison Goupil & Cie.
À partir de 1874, il commence à peindre et vivre plus souvent du côté de Fontainebleau, où il meurt le 15 février 1883.
En 1876, il avait acheté un dessin original de Canaletto ; ce dessin est revendu en 2012 par les descendants du peintre pour plus de 2 millions d'euros.

## Conservation

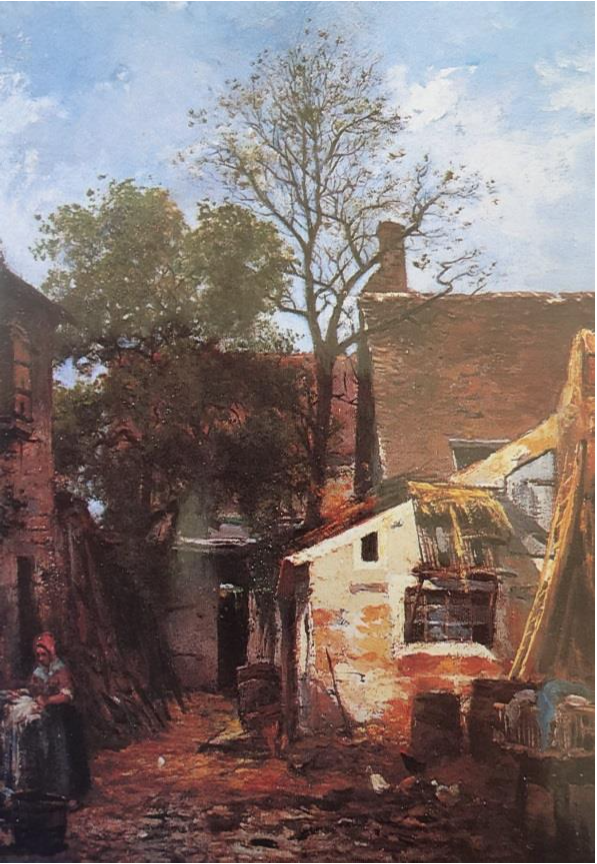
La Cour de l'auberge Ganne, huile sur toile, vers 1870, localisation inconnue.

Sauvageot a produit une quantité importante de peintures de paysage, inspirées des environs de Paris, du Puy-de-Dôme et de la Normandie.
- Vue de Royat, 1875, huile sur toile, 146,8 × 89,7 cm, Clermont-Ferrand, musée d'Art Roger-Quilliot[9].
- Atelier de la cour de Rohan, huile sur toile, Musée Hèbre de Saint-Clément, Rochefort[8].
- Le vieux moulin, huile sur toile, 1863, Musée Joseph Déchelette, Roanne[8].

## Élèves
- Eugène Capelle
- Armand-Félicien Pinel